# Nisplus
Nel campo dell'Informatica, il NIS+ (da ritenersi un'abbreviazione di NIS plus e da pronunciarsi "nisplas") è un servizio di directory, versione migliorata del Network Information Service (NIS) sviluppata da Sun Microsystems. NIS e NIS+ sono comunque abbastanza differenti come funzionamento e concetto.
NIS+ permette di immagazzinare in un nodo centrale informazioni utili per i client in rete, come elenchi di utenti e password (implementazione del dominio di rete) home directory, locazione dei servizi accessori, ecc.
NIS+ gestisce queste informazioni in tabelle, come un database, alcune delle quali sono preimpostate, mentre altre possono essere aggiunte a piacimento e modificate tramite una suite di comandi appositi. Ad esempio la tabella che contiene i profili degli utenti è passwd.org_dir.
I client (tipicamente sistemi UNIX-like e derivati, come Linux) devono opportunamente essere configurati per avere accesso al server NIS+ e per usarlo come default server per i servizi che esso eroga e che si vuole che il client utilizzi. Per questo esiste il file /etc/nsswitch.conf.
Il sistema può essere gerarchico, contenere sottodomini e possedere server principali (master server) e di backup (replica server). Entrambi i tipi di server contengono dati e tabelle ed i cambiamenti sono propagati incrementalmente attraverso l'eventuale albero.
NIS+ utilizza sia l'autenticazione tramite password criptata (in rete viene trasferito solo l'hash della password, mentre nel NIS la password direttamente in chiaro) e l'autorizzazione tramite la modifica dei permessi sulle tabelle del server.